# Oreophryne idenburgensis
Oreophryne idenburgensis es una especie de anfibio anuro del género Oreophryne. de la familia Microhylidae.

## Distribución geográfica
Es originaria de Nueva Guinea Occidental (Indonesia).